# Гбаны
Гбаны (Hbané, Hbanové) — западнославянское, чешское племя, которое в IV—V веках, наряду со многими другими славянскими племенами, прибыло из Северного Закарпатья на территорию Богемии, а в V—VI веках колонизировали верховья реки Огрже. Совместно со своими Восточными соседями седличанами, лучанами и другими племенами принимали участие в объединении чешских племен и формировании чешской нации и государственности. Предположительно, их столицей был город Хеб.